# Vivo × el Rock
Vivo × el Rock es un festival musical original de Perú que ofrece bandas de rock alternativo, blues rock, fusion rock, punk rock, indie rock, nu metal, rap, rock pop, thrash metal, heavy metal, hard rock e industrial metal. Empezando en mayo de 2013, ha venido realizando dos conciertos por año hasta la fecha. El festival encapsula diferentes géneros musicales, uniendo escenas underground y comercial a la vez. Solo las dos primeras ediciones fueron exclusivamente de artistas nacionales del género, todas las siguientes han contado con bandas internacionales. En enero de 2016, el Festival recibió el premio Luces de El Comercio a mejor concierto del año 2015.
El festival Vivo × el Rock es el primer festival rock en Lima donde inicialmente el 90% de la publicidad se ha realizó en las redes sociales, sobre todo en Facebook. Teniendo en cuenta el poco tiempo que ha pasado desde su primera edición, es muy importante señalar que posee el récord de mayor cantidad de asistentes para un Festival de Rock de producción peruana con 61 mil personas, realizado el 12 de diciembre de 2015 en el Estadio de la Universidad Nacional Mayor de San Marcos. Este festival y el nacimiento de varios otros en la capital peruana es un claro ejemplo del movimiento Independiente o indie (ningún sello discográfico internacional o productora transnacional ha participado en su producción), en este caso no por el género musical sino por su forma de producirse y trabajarse. Junto al Cosquín Rock de Argentina y los espectáculos Rock al Parque y Estéreo picnic de Colombia, es uno de los festivales de rock más grandes de América del Sur.
En los años 2021-2022, el festival cambió de propietarios por una deuda no pagada a Grupo Kandavu. La deuda fue ejecutada, y las marcas: Alternativo y Vivo x Rock pasaron de Inmortal a Kandavu. Para el año 2023, Kandavu ha anunciado la vuelta del festival para noviembre, como dos Alternativos cada año.

## Descripción
La historia del festival Vivo x el Rock transcurrió en Lima Norte varios años antes de la primera edición. Allí se organizaban eventos punk de menor importancia. En 2010, el productor musical César Ramos realizaba sesiones con músicos locales. Tras ganar experiencia y contactos, en 2012 pudo alquilar el complejo de Los Olivos, sabiendo además que se necesitarían muchas bandas para generar expectación entre el público.
El productor musical César Ramos ideó un concierto con dos escenarios para ahorrar tiempo en los cambios de banda, algo que se ha mantenido hasta la fecha y se ha convertido en la forma escenográfica tradicional del festival. Como resultado, el público respondió con creces, por lo que se pudo realizar una segunda edición aún más exitosa. Gracias al éxito de sus producciones, consiguió crear un nombre para un nuevo festival y, asociándose con otras productoras, se realizó la primera edición del festival en el gigantesco centro comercial Plaza Norte.
En la edición número V el festival dio la oportunidad a dos bandas que no tocan en festivales. Kuraka y Mauser fueron quienes abrieron el evento.
Para la edición número VI, el productor César Ramos señaló que hubo una mayor organización detrás del festival, aunque reconoció no estar al nivel de sus competidores internacionales como Lollapalooza. En esta edición, incluyó a las bandas que quiso traer, pero no a todas las que quería, y abordó los problemas que causa la radio peruana para promover a nuevos artistas.
Tras la pandemia de COVID-19, en 2020 se suspendió el festival para que en 2022 la décimo-segunda edición fuese cancelada definitivamente por dificultades en la llegada de los artistas anunciados. En su lugar, en 2021 se relanzó como Reactívate en la Arena Perú.
En 2024, se anunció su regreso enfocado exclusivamente en el género que caracterizó el festival, el rock. Se esperaba que se celebrara el próximo año en el centro de Lima o en el Club Cultural Lima. Finalmente se eligió a Lurin Live. Fue el primer evento en contar con la Marca Perú. Debido al éxito del regreso, el productor Jorge Nieto anunció una nueva edición para 2026.

## Resumen
| Resumen de ediciones de Vivo x el Rock |                     |                         |            |
| Fecha                                  | Edición             | Sedes                   | Asistencia |
| 25 de mayo de 2013                     | Vivo × el Rock      | Plaza Norte             | 15,758     |
| 20 de julio de 2013                    | Vivo × el Rock 2    | Parque de la Exposición | 14,414     |
| 24 de mayo de 2014                     | Vivo × el Rock 3    | Parque de la Exposición | 18,498     |
| 13 de diciembre de 2014                | Vivo × el Rock 4    | Parque de la Exposición | 29,127     |
| 23 de mayo de 2015                     | Vivo × el Rock 5    | Estadio Nacional        | 46,429     |
| 12 de diciembre de 2015                | Vivo × el Rock 6    | Estadio San Marcos      | 61,000     |
| 28 de mayo de 2016                     | Vivo × el Rock 7    | Estadio Nacional        | 44,855     |
| 17 de diciembre de 2016                | Vivo × el Rock 8    | Estadio San Marcos      | 28,139     |
| 19 de abril de 2017                    | Vivo × el Rock 9    | Estadio Nacional        | 28,721     |
| 19 de mayo de 2018 26 de mayo de 2018  | Vivo × el Rock 10   | Campo de Marte          | 57,629     |
| 23 de noviembre de 2019                | Vivo × el Rock 2019 | Estadio San Marcos      | 53,364     |
| 29 de marzo de 2025                    | Vivo × el Rock 2025 | Lurin Live              | 35,000     |

## Ediciones

### Vivo x el Rock I
| Estado de Sitio   | Zero Balas      |
| Emergency Blanket | De la Nada      |
| Gaia              | Contracorriente |
| Inyectores        | Serial Asesino  |
| Dolores Delirio   | Ni Voz Ni Voto  |
| Psicosis          | Terreviento     |
| Amen              | Daniel F        |
| Rio               | Leuzemia        |
| Mar de Copas      | Libido          |

Asistentes: 15 mil 758 personas.

### Vivo x el Rock II
| E.G.O.         | Estado de Sitio |
| De la Nada     | Iván Fajardo    |
| Gaia           | Serial Asesino  |
| Campo de Almas | Trémolo         |
| Psicosis       | Terreviento     |
| Pelo Madueño   | Daniel F        |
| Los Mojarras   | Leuzemia        |
| Amen           | Rio             |
| 6 Voltios      | Zen             |
| Libido         | Mar de Copas    |

Asistentes: 17 mil 434 personas.

### Vivo x el Rock III
| 24 de mayo de 2014 Parque de la Exposición Hora de Inicio: 2pm | 24 de mayo de 2014 Parque de la Exposición Hora de Inicio: 2pm |
| Escenario 1                                                    | Escenario 2                                                    |
| -------------------------------------------------------------- | -------------------------------------------------------------- |
| Rata Blanca                                                    | Mar de copas                                                   |
| Amen                                                           | Libido                                                         |
| Chabelos                                                       | Rio                                                            |
| El Otro Yo                                                     | Zen                                                            |
| Jauria                                                         | Leusemia                                                       |
| Los Mojarras                                                   | Daniel F                                                       |
| Psicosis                                                       | Terreviento                                                    |
| Diazepunk                                                      | Inyectores                                                     |
| Asmereir                                                       | Trémolo                                                        |
| Serial Asesino                                                 | La Sarita                                                      |
| Gaia                                                           | Cenenterio Club                                                |

Asistentes: 23 mil personas.

### Vivo x el Rock IV
| 13 de diciembre de 2014 Parque de la Exposición Hora de Inicio: 2pm | 13 de diciembre de 2014 Parque de la Exposición Hora de Inicio: 2pm |
| Escenario 1                                                         | Escenario 2                                                         |
| ------------------------------------------------------------------- | ------------------------------------------------------------------- |
| PXNDX                                                               | Rata Blanca                                                         |
| El Tri                                                              | Jorge González                                                      |
| Mar de copas                                                        | Libido                                                              |
| Amen                                                                | Rio                                                                 |
| Leusemia                                                            | Raúl Romero                                                         |
| Zen                                                                 | 6 Voltios                                                           |
| Los Mojarras                                                        | Chabelos                                                            |
| Trémolo                                                             | Difonía                                                             |
| Inyectores                                                          | Daniel F                                                            |
| Psicosis                                                            | Terreviento                                                         |
| Serial Asesino                                                      | Ni Voz Ni Voto                                                      |

Asistentes: 31 mil personas.

### Vivo x el Rock V
| 23 de mayo de 2015 Estadio Nacional Hora de Inicio: 11:30 a. m. | 23 de mayo de 2015 Estadio Nacional Hora de Inicio: 11:30 a. m. |
| Escenario Cristal                                               | Escenario Monster                                               |
| --------------------------------------------------------------- | --------------------------------------------------------------- |
| La Ley                                                          | Molotov                                                         |
| Vilma Palma e Vampiros                                          | Mägo de Oz                                                      |
| Los Auténticos Decadentes                                       | PXNDX                                                           |
| Don Tetto                                                       | P.O.D.                                                          |
| Libido                                                          | Mar de copas                                                    |
| Leusemia                                                        | Amen                                                            |
| Futuro Incierto                                                 | Rio                                                             |
| 6 Voltios                                                       | Zen                                                             |
| Trémolo                                                         | Los Mojarras                                                    |
| Asmereir                                                        | Difonía                                                         |
| Kuraka                                                          | Mauser                                                          |

Asistentes: 46,429 mil personas.

### Vivo x el Rock VI
| 12 de diciembre de 2015 Universidad Nacional Mayor de San Marcos Hora de Inicio: 12 p. m. | 12 de diciembre de 2015 Universidad Nacional Mayor de San Marcos Hora de Inicio: 12 p. m. | 12 de diciembre de 2015 Universidad Nacional Mayor de San Marcos Hora de Inicio: 12 p. m. | 12 de diciembre de 2015 Universidad Nacional Mayor de San Marcos Hora de Inicio: 12 p. m. |
| Escenario Cristal                                                                         | Escenario Monster                                                                         | Escenario Fusion                                                                          | Escenario Extremo                                                                         |
| ----------------------------------------------------------------------------------------- | ----------------------------------------------------------------------------------------- | ----------------------------------------------------------------------------------------- | ----------------------------------------------------------------------------------------- |
| Collective Soul                                                                           | Enanitos Verdes                                                                           | Los Cafres                                                                                | Sepultura                                                                                 |
| Sum 41                                                                                    | Molotov                                                                                   | Gondawana                                                                                 | Puddle of Mudd                                                                            |
| El Tri                                                                                    | PXNDX                                                                                     | Dread Mar-I                                                                               | Animal                                                                                    |
| Mägo de Oz                                                                                | Rata Blanca                                                                               | Los Rabanes                                                                               | The Casualties                                                                            |
| Illya Kuryaki and the Valderramas                                                         | Hoobastank                                                                                | Lucybell                                                                                  | Alisson                                                                                   |
| Mar de copas                                                                              | Libido                                                                                    | Raúl Romero                                                                               | Chabelos                                                                                  |
| Amen                                                                                      | Rio                                                                                       | Campo de Almas                                                                            | Diazepunk                                                                                 |
| Daniel F                                                                                  | La Liga del Sueño                                                                         | Dolores Delirio                                                                           | Inyectores                                                                                |
| Zen                                                                                       | 6 Voltios                                                                                 | Cementerio Club                                                                           | Narcosis                                                                                  |
| Trémolo                                                                                   | Leusemia                                                                                  | Los Mojarras                                                                              | Asmereir                                                                                  |
|                                                                                           |                                                                                           | Miki González                                                                             | Metamorphosis                                                                             |
|                                                                                           |                                                                                           | Frágil                                                                                    | Terreviento                                                                               |
|                                                                                           |                                                                                           | La Sarita                                                                                 | Cuchillazo                                                                                |
|                                                                                           |                                                                                           | La Mente                                                                                  | Serial Asesino                                                                            |
|                                                                                           |                                                                                           | Uchpa                                                                                     | ...Por Hablar                                                                             |

Asistentes: 61 mil personas.

### Vivo x el Rock VII
| 28 de mayo de 2016 Estadio Nacional Hora de Inicio: 11 a. m. | 28 de mayo de 2016 Estadio Nacional Hora de Inicio: 11 a. m. |
| Escenario Cristal                                            | Escenario Monster                                            |
| ------------------------------------------------------------ | ------------------------------------------------------------ |
| Limp Bizkit                                                  | Vanilla Ice                                                  |
| Enanitos Verdes                                              | La Ley                                                       |
| Duncan Dhu                                                   | Mägo de Oz                                                   |
| The Rasmus                                                   | Vilma Palma e Vampiros                                       |
| Rata Blanca                                                  | Los Auténticos Decadentes                                    |
| Attaque 77                                                   | Don Tetto                                                    |
| Libido                                                       | Mar de copas                                                 |
| Amen                                                         | Rio                                                          |
| Raúl Romero                                                  | TK                                                           |
| Zen                                                          | Chabelos                                                     |
| Trémolo                                                      | Daniel F                                                     |
| Difonía                                                      | 6 Voltios                                                    |
|                                                              | Cuchillazo                                                   |

Asistentes: 44 855 personas.
Side Show
| 22 de mayo de 2016 Discote Céntrica Hora de Inicio: 4 p. m. | 22 de mayo de 2016 Discote Céntrica Hora de Inicio: 4 p. m. |
| ----------------------------------------------------------- | ----------------------------------------------------------- |
| Aeropajitas                                                 | Gaia                                                        |
| Emergency Blanket                                           | Tragokorto                                                  |
| Olaya Sound System                                          | Los Mortero                                                 |
| Radio Electro                                               |                                                             |

### Vivo x el Rock VIII
| 17 de diciembre de 2016 Estadio de la UNMSM Hora de Inicio: 11 a. m. | 17 de diciembre de 2016 Estadio de la UNMSM Hora de Inicio: 11 a. m. |
| Escenario Monster                                                    | Escenario Bitel                                                      |
| -------------------------------------------------------------------- | -------------------------------------------------------------------- |
| The Cranberries                                                      | Los Fabulosos Cadillacs                                              |
| Papa Roach                                                           | Sum 41                                                               |
| Garbage                                                              | Scott Stapp                                                          |
| Simple Plan                                                          | Fito Páez                                                            |
| Hoobastank                                                           | Miguel Mateos                                                        |
| Los Pericos                                                          | Gondwana                                                             |
| Aterciopelados                                                       | Ill Niño                                                             |
| División Minúscula                                                   | José Madero                                                          |
| Amen                                                                 | Mar de Copas                                                         |
| 6 Voltios                                                            | Libido                                                               |

Asistentes: 28 139 personas. 
Side Show

Realizado una semana antes del día del festival. La entrada es con el mismo ticket del concierto principal.
| 10 de diciembre de 2016 Help Retro Bar Hora de Inicio: 1 p. m. | 10 de diciembre de 2016 Help Retro Bar Hora de Inicio: 1 p. m. |
| -------------------------------------------------------------- | -------------------------------------------------------------- |
| Daniel F                                                       | Tremolo                                                        |
| Dolores Delirio                                                | Cuchillazo                                                     |
| Cementerio Club                                                | Diazepunk                                                      |
| Difonia                                                        | Terreviento                                                    |
| R3set                                                          | Tourista                                                       |
| …Por Hablar                                                    | Mauser                                                         |
| Adictos al Bidet                                               |                                                                |

### Vivo x el Rock IX
César Ramos anunció que será la última edición del festival con duración de un día. Desde 2018 duró dos días.
| 29 de abril de 2017 Estadio Nacional Hora de Inicio: 10 a. m. | 29 de abril de 2017 Estadio Nacional Hora de Inicio: 10 a. m. |
| Escenario LG G6                                               | Escenario KIA                                                 |
| ------------------------------------------------------------- | ------------------------------------------------------------- |
| Korn                                                          | Evanescence                                                   |
| Molotov (banda)                                               | Vanilla Ice                                                   |
| Duncan Dhu                                                    | El Tri                                                        |
| Vilma Palma e Vampiros                                        | Rata Blanca                                                   |
| Los Auténticos Decadentes                                     | Los Violadores                                                |
| Los Cafres                                                    | Gondwana                                                      |
| Mar de copas                                                  | Amen                                                          |
| Libido                                                        | Rio                                                           |
| Raúl Romero                                                   | Zen                                                           |
| Leusemia                                                      | Chabelos                                                      |
| 6 Voltios                                                     | Trémolo                                                       |
| Diazepunk                                                     | Toño Jáuregui                                                 |

Asistentes: 28 721 personas.
Side Show

Realizado dos semanas antes del día del festival. La entrada es con el mismo ticket del concierto principal.
Tiene como objetivo dar un valor agregado a la compra en preventa de la entrada, así como dar espacio a otras bandas peruanas de calidad y trayectoria conocida.
| 15 de abril de 2017 C.C.Festiva Hora de Inicio: 1 p. m. | 15 de abril de 2017 C.C.Festiva Hora de Inicio: 1 p. m.            |
| ------------------------------------------------------- | ------------------------------------------------------------------ |
| Olaya Sound System                                      | La Mente                                                           |
| Dolores Delirio                                         | Cuchillazo                                                         |
| Serial Asesino                                          | Campo de Almas                                                     |
| Inyectores                                              | Terreviento                                                        |
| Daniel F                                                | Tourista                                                           |
| …Por Hablar                                             | La Banda Original de PS-Vl (tributo oficial a Pedro Suárez-Vértiz) |
| Gaia                                                    | D'Mente Común                                                      |
| Charlie Parra                                           | Mauser                                                             |
| Los Outsaiders                                          | Kuraka                                                             |

### Vivo x el Rock X
Primera edición de dos días que se realizó el 19 y 26 de mayo de 2018 en tres escenarios. Incluyó a 69 artistas y bandas entre nacionales e internacionales.
| 19 de mayo de 2018 'Avenida de la Peruanidad - Campo de Marte' | 19 de mayo de 2018 'Avenida de la Peruanidad - Campo de Marte' | 19 de mayo de 2018 'Avenida de la Peruanidad - Campo de Marte' |
| Escenario Budweiser A                                          | Escenario Budweiser B                                          | Escenario Alterno                                              |
| -------------------------------------------------------------- | -------------------------------------------------------------- | -------------------------------------------------------------- |
| Gondwana                                                       | The Offspring                                                  | Laguna Pai                                                     |
| Kudai                                                          | Cultura Profética                                              | Frágil                                                         |
| Rio                                                            | Rata Blanca                                                    | Cuchillazo                                                     |
| Attaque 77                                                     | Chabelos                                                       | La Nueva Invasión                                              |
| Lucybell                                                       | Libido                                                         | Miki González                                                  |
| Bareto                                                         | Armored Dawn                                                   | Olaya Sound System                                             |
| Raúl Romero                                                    | Don Tetto                                                      | Kanaku & El Tigre                                              |
| Daniel F                                                       | Tourista                                                       | La Mente                                                       |
| 6 Voltios                                                      | Tronic                                                         | La Lá                                                          |
|                                                                |                                                                | Trémolo                                                        |
|                                                                |                                                                | Campo de Almas                                                 |
|                                                                |                                                                | Asmereír                                                       |
|                                                                |                                                                | Turbopótamos                                                   |
|                                                                |                                                                | Mundaca                                                        |
|                                                                |                                                                | Gala Briê                                                      |

| 26 de mayo de 2018 'Avenida de la Peruanidad - Campo de Marte' | 26 de mayo de 2018 'Avenida de la Peruanidad - Campo de Marte' | 26 de mayo de 2018 'Avenida de la Peruanidad - Campo de Marte' |
| Escenario Budweiser A                                          | Escenario Budweiser B                                          | Escenario Alterno                                              |
| -------------------------------------------------------------- | -------------------------------------------------------------- | -------------------------------------------------------------- |
| Deftones                                                       | Alan Walker                                                    | Charly Black                                                   |
| Zoé                                                            | Residente                                                      | Cementerio Club                                                |
| Vilma Palma e Vampiros                                         | Juanes                                                         | Los Mirlos                                                     |
| Drake Bell                                                     | Mägo de Oz                                                     | Uchpa                                                          |
| Los Cafres                                                     | Miguel Mateos                                                  | Difonía                                                        |
| Mar de Copas                                                   | Porta                                                          | La Sarita                                                      |
| Pedro Suárez-Vértiz La Banda                                   | Amen                                                           | Diazepunk                                                      |
| Quicksand (banda)                                              | De La Tierra                                                   | Dolores Delirio                                                |
| Zen                                                            | We The Lion                                                    | La Inédita                                                     |
| Deadly Apples                                                  | Leusemia                                                       | Barrio Calavera                                                |
|                                                                |                                                                | Achkirik                                                       |
|                                                                |                                                                | TK                                                             |
|                                                                |                                                                | Inyectores                                                     |
|                                                                |                                                                | Terreviento                                                    |
|                                                                |                                                                | Los Outsaiders                                                 |
|                                                                |                                                                | Alejandro y María Laura                                        |

Asistentes: 57 629 personas.

### Vivo x el Rock 2019
En julio de 2018 se anunció el Vivo x el Rock 11, renombrado después como Vivo x el Rock 2019.
Se realizó en una fecha: el 23 de noviembre de 2019 en el estadio San Marcos (originalmente en el Circuito Mágico del Agua), y se utilizaron múltiples escenarios. El 17 de junio de ese año se anunció a The Strokes como la primera banda headliner del haciendo a la vez su debut en el país. Luego anunciarían a Slipknot banda que arribará suelo peruano por segunda vez, en aquella primera ocasión en 2016 no pudieron entregar su música a la cantidad de personas que deberían debido al ajustado calendario que tenía el mes de octubre con otras bandas como Aerosmith y Guns N' Roses. 
El 28 de agosto de 2019 se anunciaron todas las bandas y artistas para el festival, en el que también se añadió música alternativa del país. Se trató de la mayor presentación en su historia con más de 100 artistas en escena y se descentralizó en otros géneros como cumbia, chicha, hip-hop y salsa peruana. Sobre ello, el organizador César Ramos reconoció que la adición de nuevos estilos generó controversia al público.
| Sábado 23 de Noviembre de 2019 Estadio de la UNMSM | Sábado 23 de Noviembre de 2019 Estadio de la UNMSM | Sábado 23 de Noviembre de 2019 Estadio de la UNMSM | Sábado 23 de Noviembre de 2019 Estadio de la UNMSM | Sábado 23 de Noviembre de 2019 Estadio de la UNMSM | Sábado 23 de Noviembre de 2019 Estadio de la UNMSM | Sábado 23 de Noviembre de 2019 Estadio de la UNMSM |
| Estelar A                                          | Estelar B                                          | Rock                                               | Fusion                                             | Independiente                                      | Red Bull                                           | Dub Corner                                         |
| -------------------------------------------------- | -------------------------------------------------- | -------------------------------------------------- | -------------------------------------------------- | -------------------------------------------------- | -------------------------------------------------- | -------------------------------------------------- |
| Slipknot                                           | The Strokes                                        | Mar de Copas                                       | Don Diablo                                         | Shushupe                                           | Ammo Avenue                                        | Lima Sound System                                  |
| Fito Páez                                          | Interpol                                           | Chabelos                                           | Armonía 10                                         | Dj Towa                                            | Paul Trelles                                       | El Gran Latido-Sound System                        |
| Mägo de Oz                                         | Bullet for My Valentine                            | 2 Minutos                                          | Deyvis Orosco                                      | Dolores Delirio                                    | Claudio Airaldi                                    | Challwa                                            |
| El Cuarteto de Nos                                 | The Rasmus                                         | Amén                                               | Raúl Romero                                        | Alejandro y María Laura                            | H3F                                                | KJS                                                |
| Él Mató a un Policía Motorizado                    | Carajo                                             | Libido                                             | Laguna Pai                                         | ACHKIRIK                                           | Coca District                                      | Rebel-I                                            |
| Deadly Apples                                      | Don Tetto                                          | Zen                                                | Tourista                                           | Vilchez Huaman                                     | Juan Antonio Ugaz                                  | Smooth Pete                                        |
|                                                    |                                                    | Pedro Suárez-Vértiz (Banda)                        | Los Shapis                                         | Los Filipz                                         | Red Bull BDLG                                      | Scoopy sound                                       |
|                                                    |                                                    | A.N.I.M.A.L.                                       | Los Mojarras                                       | StereonoiZ                                         | Norick                                             | B2B                                                |
|                                                    |                                                    | 6 Voltios                                          | La Mente                                           | Mundaca                                            | A.C.O                                              |                                                    |
|                                                    |                                                    | Rio                                                | We the Lion                                        | Plutonio de Alto Grado                             | Fucking Clan                                       |                                                    |
|                                                    |                                                    | Daniel F                                           | Temple Sour                                        | Clara Yolks                                        | Inkas MOB                                          |                                                    |
|                                                    |                                                    | Campo de Almas                                     | Barrio Calavera                                    | Gala Brie                                          | ZONA INFAME                                        |                                                    |
|                                                    |                                                    | Cuchillazo                                         | Olaya Sound System                                 | Emergency Blanket                                  | La Torita                                          |                                                    |
|                                                    |                                                    | Difonía                                            | Mauricio Mesones                                   | Autobús                                            | Janice                                             |                                                    |
|                                                    |                                                    | Diazepunk                                          | Los Mirlos                                         | Inzul                                              | Santiago Insane                                    |                                                    |
|                                                    |                                                    | Trémolo                                            | Hey Hey Camagüey                                   | Marie Cherry Pop                                   | Capone                                             |                                                    |
|                                                    |                                                    | Inyectores                                         | Los Outsaiders                                     | Rock Pata                                          | Misael                                             |                                                    |
|                                                    |                                                    | Ni Voz Ni Voto                                     | M2H                                                | Wanderlust                                         |                                                    |                                                    |
|                                                    |                                                    | ...Por Hablar                                      | Kanaku y El Tigre                                  | Lorena Blume                                       |                                                    |                                                    |
|                                                    |                                                    | Cementerio Club                                    | Uchpa                                              | Bang4                                              |                                                    |                                                    |
|                                                    |                                                    | Serial Asesino                                     | Wendy Sulca                                        |                                                    |                                                    |                                                    |
|                                                    |                                                    |                                                    | No Recomendable                                    |                                                    |                                                    |                                                    |

Asistentes: 53 364 personas.

### Vivo x el Rock 2025
El festival Vivo x el Rock 2025 se llevó a cabo el sábado 29 de marzo de 2025 en Lurín Live (ubicado en el kilómetro 32 de la Panamericana Sur). El evento comenzó a la 01:00 p.m.
Esta edición marca el regreso del festival después de seis años de ausencia, ofreciendo una alineación destacada de 46 bandas nacionales e internacionales.
| Sábado, 29 de marzo de 2025 Lurin Live - Puente San Pedro - Panamericana Sur, km 32 | Sábado, 29 de marzo de 2025 Lurin Live - Puente San Pedro - Panamericana Sur, km 32 | Sábado, 29 de marzo de 2025 Lurin Live - Puente San Pedro - Panamericana Sur, km 32 | Sábado, 29 de marzo de 2025 Lurin Live - Puente San Pedro - Panamericana Sur, km 32 | Sábado, 29 de marzo de 2025 Lurin Live - Puente San Pedro - Panamericana Sur, km 32 |
| Estelar (derecha)                                                                   | Estelar (izquierda)                                                                 | Stage 3                                                                             | Twin stage 4                                                                        | Twin stage 5                                                                        |
| ----------------------------------------------------------------------------------- | ----------------------------------------------------------------------------------- | ----------------------------------------------------------------------------------- | ----------------------------------------------------------------------------------- | ----------------------------------------------------------------------------------- |
| G3                                                                                  | Masacre                                                                             | 380                                                                                 | Volcano                                                                             | Uchpa                                                                               |
| Miki González                                                                       | Capital Cities                                                                      | Charlie Parra del Riego                                                             | Jean Paul Medroa                                                                    | Atómica                                                                             |
| Deadly Apples                                                                       | Molotov                                                                             | Plug Plug                                                                           | Clara Yolks                                                                         | Rafo Ráez & los Paranoias                                                           |
| Anthrax                                                                             | The Hives                                                                           | 6 Voltios                                                                           | WAN                                                                                 | Difonía                                                                             |
| Marilyn Manson                                                                      | Los Fabulosos Cadillacs                                                             | Zen                                                                                 | Gala Briê                                                                           | Inyectores                                                                          |
| Avenged Sevenfold                                                                   |                                                                                     | La Mente                                                                            | La Zorra Zapata                                                                     | Ni Voz Ni Voto                                                                      |
|                                                                                     |                                                                                     | Animal                                                                              | Novalima                                                                            | Mauser                                                                              |
|                                                                                     |                                                                                     | Smash Mouth                                                                         | Hyena                                                                               | Aeropajitas                                                                         |
|                                                                                     |                                                                                     | La Liga del Sueño                                                                   | Barrio Calavera                                                                     | Área 7                                                                              |
|                                                                                     |                                                                                     | GAIA                                                                                | Frágil                                                                              | Kuraka                                                                              |
|                                                                                     |                                                                                     | Allison                                                                             | Cecimonster vs Donka                                                                | La Sarita                                                                           |
|                                                                                     |                                                                                     | Estelares                                                                           |                                                                                     |                                                                                     |
|                                                                                     |                                                                                     | Thank You Lord for Satan                                                            |                                                                                     |                                                                                     |

Asistentes: 35 000 personas.

## Bandas Internacionales Invitadas
El festival ha contado con la participación de alrededor de 80 artistas internacionales de diversas nacionalidades, quienes han compartido su talento y pasión con el público a través de una variedad de estilos y géneros musicales que reflejan la riqueza cultural de sus países de origen, promoviendo la diversidad musical y creando un encuentro de culturas.
| País           | Bandas Invitadas |
| América        | América |
| -------------- | --- |
| Argentina      | Rata Blanca, El Otro Yo, Jauria, Los auténticos decadentes., Vilma Palma e Vampiros, Enanitos Verdes, Los Cafres, Dread Mar-I, Animal, Illya Kuryaki and the Valderramas, Attaque 77, Los Fabulosos Cadillacs, Fito Páez, Miguel Mateos, Los Pericos, Los Violadores, 2 Minutos, Él Mató a un Policía Motorizado, Carajo, Estelares |
| Brasil         | Sepultura, Armored Dawn |
| Canadá         | Sum 41, Simple Plan, Deadly Apples |
| Chile          | Jorge González, La Ley, Gondawana, Lucybell, Kudai, Tronic |
| Colombia       | Don Tetto, Aterciopelados, Juanes |
| Estados Unidos | P.O.D., Collective Soul, Puddle of Mudd, The Casualties, Hoobastank, Limp Bizkit, Vanilla Ice, Papa Roach, Garbage, Scott Stapp, Ill Niño, Korn, Evanescence, The Offspring, Deftones, Drake Bell, Quicksand (banda), Slipknot, The Strokes, Interpol, Capital Cities, Anthrax, Marilyn Manson, Avenged Sevenfold, Smash Mouth      |
| México         | PXNDX, El Tri, Molotov, Alisson, División Minúscula, José Madero, Zoé |
| Jamaica        | Charly Black |
| Panamá         | Los Rabanes |
| Puerto Rico    | Cultura Profética, Residente |
| Uruguay        | Cuarteto de Nos |
| Latinoamerica  | De La Tierra |
| Europa         | |
| España         | Mägo de Oz, Duncan Dhu, Porta (MC) |
| Finlandia      | The Rasmus |
| Países Bajos   | Don Diablo |
| Noruega        | Alan Walker |
| Irlanda        | The Cranberries |
| Gales          | Bullet for My Valentine |
| Suecia         | The Hives |